# Polyglypta lineata
Polyglypta lineata är en insektsart som beskrevs av Hermann Burmeister. Polyglypta lineata ingår i släktet Polyglypta och familjen hornstritar. Inga underarter finns listade i Catalogue of Life.